# Lyssomanes anchicaya
Lyssomanes anchicaya là một loài nhện trong họ Salticidae.
Loài này thuộc chi Lyssomanes. Lyssomanes anchicaya được María Elena Galiano miêu tả năm 1984.